# Розвилка
Розви́лка (рос. Развилка) — селище у складі Ленінського міського округу Московської області, Росія.

## Населення
Населення — 9778 осіб (2010; 8773 у 2002).
Національний склад (станом на 2002 рік):
- росіяни — 92 %